# Pappenheim
Pappenheim ([ˈpapn̩ˌhaɪ̯m] ) ist eine Stadt im mittelfränkischen Landkreis Weißenburg-Gunzenhausen im Altmühltal rund 70 Kilometer südlich von Nürnberg.

## Geographie

### Geographische Lage

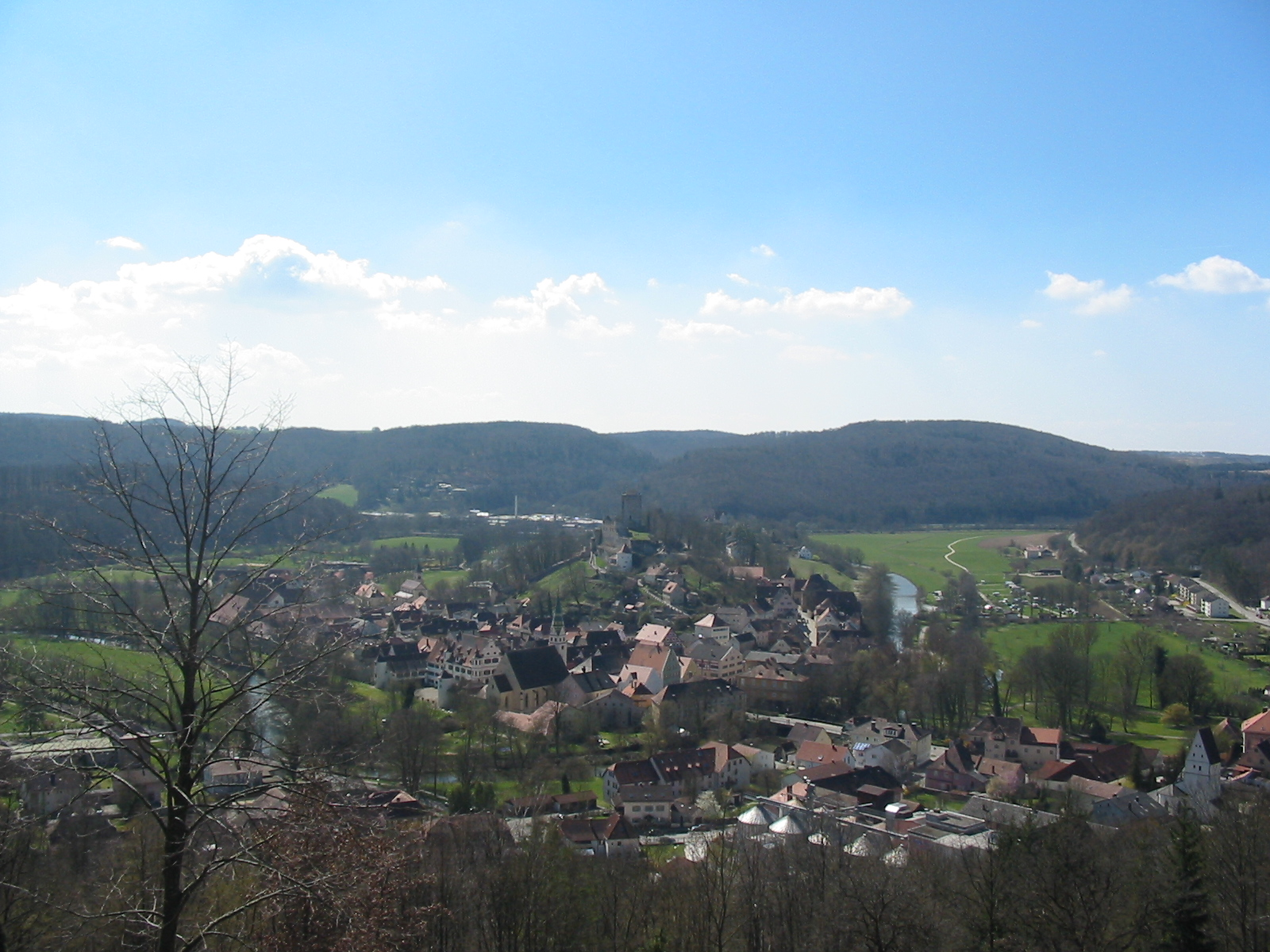
Blick vom Weinberg

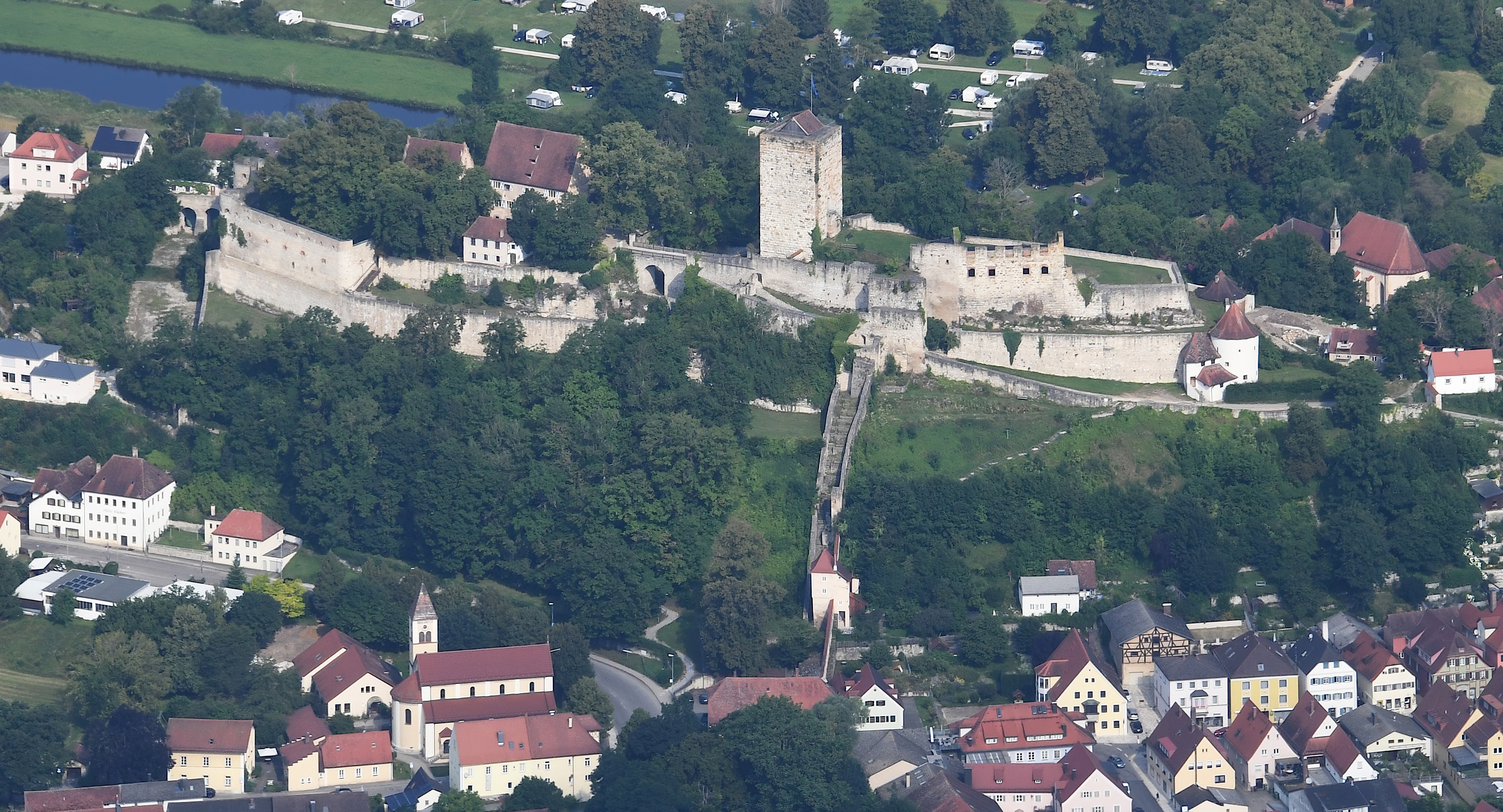
Burg Pappenheim

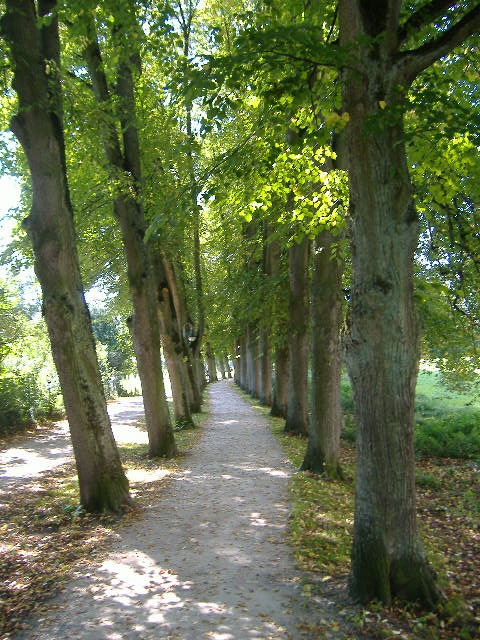
Eine knapp 530 Meter lange Lindenallee führt vom Bahnhof bis in die Nähe der Innenstadt

Die Stadt liegt im Südosten des Landkreises Weißenburg-Gunzenhausen im Altmühltal in der Region Westmittelfranken. Durch die Stadt fließt die Altmühl, die sich wie eine Schleife um die Altstadt zieht. Neben der Kernstadt liegt auch der Gemeindeteil Zimmern an dem Fluss. Im Norden fließt die Schambach. Zudem liegt Pappenheim in der Weißenburger Alb, einem Höhenzug der Fränkischen Alb. Erhebungen auf Gebiet der Stadt Pappenheim sind zum Beispiel der Mühlberg (548 m), der Zimmerner Berg (548,4 m), der Fohrenbühl (568,3 m), der Zwieselberg (548,3 m) und der Zunderberg (532,6 m); Täler sind etwa das Pappenheimer Tal im Süden und das Laubental im Norden. Das Stadtgebiet ist zu weiten Teilen von Wäldern bedeckt. Durch Pappenheim führen die Staatsstraßen 2230, 2387 und 2274. Im Osten grenzt Pappenheim an den oberbayerischen Landkreis Eichstätt. Im Norden des Stadtgebiets liegen zwei zu Weißenburg gehörende Exklaven.
Die Nachbargemeinden sind:
| Treuchtlingen | Weißenburg in Bayern                        | Raitenbuch |
| Treuchtlingen | Kompassrose, die auf Nachbargemeinden zeigt | Schernfeld |
| Langenaltheim | Langenaltheim, Solnhofen, Schernfeld        | Schernfeld |

### Gemeindegliederung
Die Gemeinde Pappenheim hat 13 Gemeindeteile (in Klammern ist der Siedlungstyp angegeben):
- Bieswang (Pfarrdorf)
- Flemmühle (Einöde)
- Geislohe (Dorf)
- Göhren (Dorf)
- Mittelmarterhof (Einöde)
- Neudorf (Pfarrdorf)
- Niederpappenheim (Kirchdorf)
- Ochsenhart (Dorf)
- Osterdorf (Kirchdorf)
- Papiermühle (Einöde)
- Pappenheim (Hauptort)
- Übermatzhofen (Kirchdorf)
- Zimmern (Dorf)

Der Weiler Grafenmühle ist seit 1999 eine Wüstung.
Es gibt auf dem Gemeindegebiet die Gemarkungen Bieswang, Geislohe, Göhren, Neudorf (Gemarkungsteil 0), Ochsenhart, Osterdorf, Pappenheim, Übermatzhofen und Zimmern. Die Gemarkung Pappenheim hat eine Fläche von 13,116 km². Sie ist in 1893 Flurstücke aufgeteilt, die eine durchschnittliche Flurstücksfläche von 6928,81 m² haben. In ihr liegen neben dem namensgebenden Ort die Gemeindeteile Niederpappenheim und Papiermühle.

## Geschichte

### Bis zum 12. Jahrhundert
Prähistorische Siedlungsspuren lassen sich auf der knapp westlich der Stadt gelegenen Höhensiedlung „Alte Bürg“ und im darunter liegenden Gemeindeteil Niederpappenheim bis ins Jungneolithikum zurückverfolgen. Von der „Alten Bürg“ stammen auch Funde der frühen Bronze- und der Hallstattzeit. Ein mehrfach gestaffeltes System von Abschnittswällen zeugt dort von mehreren Befestigungsphasen. Eine weitere und vermutlich jüngere Höhensiedlung der späten Hallstattzeit existierte auf dem „Schlossberg“, auf dem später die Burg errichtet wurde. Nach einer längeren Unterbrechung nutzten Germanen im 4. oder 5. Jahrhundert n. Chr. die Anhöhe erneut für eine Befestigung. Es wird vermutet, dass zumindest in vorgeschichtlichen Perioden auch kleinere Ansiedlungen im Tal bestanden haben, da die Altmühl dort durch eine Furt leicht passierbar war.
Die Gründung der Siedlung Pappenheim lässt sich namenkundlich erst in der Zeit um 750 fassen. Die früheste schriftliche Erwähnung als „Papinhaim im Sualafeld“ enthält eine Urkunde aus dem Jahre 802. Reginsind, die Witwe des Grafen im Thurgau, schenkte damit Vermögen und Besitz „in und um Pappenheim“ dem Kloster St. Gallen. Die im 9. Jahrhundert errichtete Galluskirche ist Zeugnis dieser Verbindung nach St. Gallen und nicht nur Pappenheims ältestes noch stehendes Bauwerk, sondern auch eines der ältesten in Franken. Oberhalb der St.-Gallus-Kirche befindet sich auf dem Weinberg eine weitere Abschnittsbefestigung, bei der es sich vermutlich um eine (vielleicht nicht fertiggestellte) Befestigungsanlage aus der Zeit der Ungarneinfälle im 10. Jahrhundert handelt, die zum Schutz der St. Galler Besitzungen errichtet worden sein könnte.
Die frühmittelalterliche Ansiedlung dürfte im Bereich um diese Kirche entstanden sein. Vermutlich bestand zu dieser Zeit auch wieder eine Befestigung auf der „Alten Bürg“, die nach Ausweis von Funden bis ins Hochmittelalter hinein Bestand hatte. Nach ihrer Zerstörung wurde sie nicht wieder aufgebaut, sondern die Burgstelle auf den Sporn in die Altmühlschlinge hinunter verlegt, was einem allgemeinen Trend der Zeit entsprach. Diese Staufersche Burganlage wurde im Jahr 1175 fertiggestellt, wie das Weihedatum der Burgkapelle verrät. Erbaut wurde die Anlage vermutlich als kaiserliche Burg und anfänglich dem Reichsministerialengeschlecht der Calatine, die sich nun Marschälle von Pappenheim nannten, als Lehen, später als Allod überlassen. Acht Jahrhunderte übte dieses Geschlecht bei allen Kaiserkrönungen sein Amt aus.

### 13. bis 17. Jahrhundert

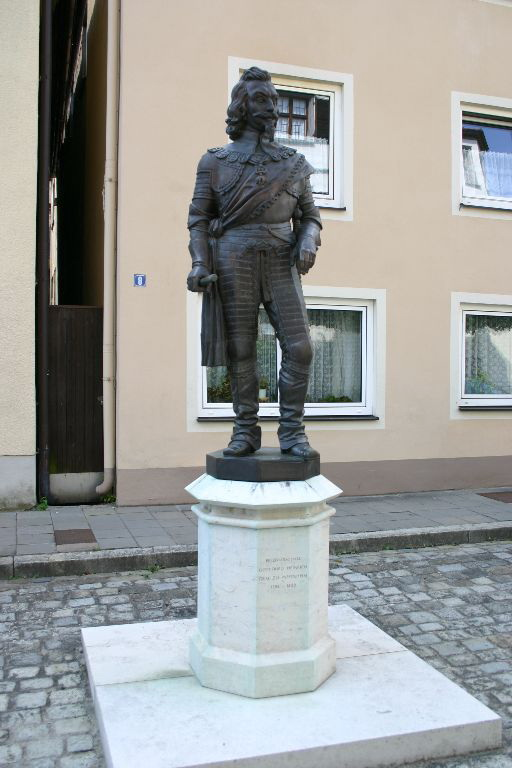
Denkmal – Gottfried Heinrich Graf zu Pappenheim

Als Residenzstadt wurde Pappenheim regionaler Mittelpunkt und neben vielen Privilegien der Reichserbmarschälle wie Halsgericht und Judenregal hatte die Stadt auch das Asylrecht. 1288 wurde ihr das Stadtrecht nach Weißenburger Vorbild verliehen. 1634 wurde Pappenheim im Dreißigjährigen Krieg von den Schweden belagert, die alsbald die Stadt einnehmen konnten. Die Burg musste erst nach einem Artillerietreffer auf die Brunnenstube übergeben werden. Sie spielte noch einmal 1705 im Spanischen Erbfolgekrieg eine kurze Rolle und wurde von französischen Truppen eingenommen und beschädigt. Danach zerfiel sie zusehends und wurde Anfang des 19. Jahrhunderts in eine romantische Ruine umgewandelt, die eher dem Zeitgeschmack entsprach.
Die Reichsministerialen wurden 1627 mit Gottfried Heinrich in den Reichsgrafenstand erhoben.

### Grafendörfer
In der zweiten Hälfte des 13. Jahrhunderts wurden auf Anordnung des Marschall Heinrich V. von Pappenheim auf der Albhochfläche nördlich von Pappenheim die sogenannten „Grafendörfer“ Geislohe, Göhren, Neudorf und Osterdorf angelegt. Sie entstanden planmäßig als Rodungsinseln im Wald unter der Leitung eines „Reutmeisters“ (Rodungsmeister) nach einem einheitlichen Schema als Straßenangerdörfer: Auf beiden Seiten des langgestreckten Dorfangers reihen sich die Anwesen aneinander. Dem Anger zugewandt das Wohnhaus mit Stall und Nebengebäuden, dahinter der Garten und am hinteren Ende des Grundstückes das Flachsbrechhaus – in diesem wurde der Flachs bearbeitet und gedörrt. Wegen der Feuergefahr durch den Dörrofen war es möglichst weit von den anderen Gebäuden entfernt. An dieses schlauchförmige Grundstück reihten sich die zugehörigen Felder. Der Anger beherbergte die Gemeinschaftsanlagen, die „Hüll“, in der Regenwasser gesammelt wurde, teils auch Kirche und Friedhof. Besonders in Neudorf ist diese Struktur heute noch gut zu erkennen.

### Eingemeindungen
Im Zuge der Gebietsreform in Bayern wurde am 1. April 1971 die Gemeinde Übermatzhofen nach Pappenheim eingegliedert. Am 1. Mai 1978 kamen die Gemeinden Bieswang, Geislohe, Göhren, Neudorf, Osterdorf und Zimmern dazu.

## Sprichwort
Bekannt ist der Name der Stadt vor allem durch den Ausspruch: „Ich kenne meine Pappenheimer.“ Das Zitat geht auf Schillers Drama Wallensteins Tod zurück, in dem der Feldherr Albrecht von Wallenstein sagt: „Daran erkenn’ ich meine Pappenheimer.“ Er sagt es anerkennend zu einer Abordnung der Kürassiere des Regiments Gottfried Heinrich Graf zu Pappenheim, die Wallenstein ihrerseits vorher fragten, ob das Gerücht wahr sei, dass er mit den feindlichen Schweden hinter dem Rücken des Kaisers Verhandlungen führe und damit Verrat übe. Wallenstein sagt den berühmten Satz also nicht abwertend, sondern die Treue der Pappenheimer anerkennend, weil sie den Gerüchten keinen Glauben schenken und sich nicht automatisch gegen ihn wenden, sondern von ihm selbst aus eigenem Munde hören wollen, „was Sache ist“.
Im Lauf der Zeit wurde die Verwendung unscharf, der Ausspruch hat nunmehr eher etwas Abwertendes (etwa im Sinn von „Ich kenne meine Spitzbuben“) oder eine ironische Bedeutung. Als „Pappenheimer“ wurden seit dem Spätmittelalter auch die Kloakenreiniger in Nürnberg bezeichnet. Diese Bezeichnung ist auf die Aufgabe der Marschälle zurückzuführen, die Städte vor dem Besuch des Kaisers zu reinigen. Diese Aufgabe wurde nicht von den Pappenheimern selbst, sondern von ortsansässigen Bediensteten übernommen, auf die der Name übertragen worden ist.

## Politik

### Stadtrat
Die Stadtratswahlen seit 2014 ergaben folgende Stimmenanteile bzw. Sitzverteilungen:
| Partei/Liste          | 2020    | 2020    | 2014  |
| Partei/Liste          | %       | Sitze   | Sitze |
| --------------------- | ------- | ------- | ----- |
| CSU                   | 35,07   | 5       | 6     |
| SPD                   | 25,39   | 4       | 4     |
| Freie Wähler          | 16,62   | 3       | 4     |
| Bürgerliste           | 12,54   | 2       | 3     |
| Bündnis 90/Die Grünen | 10,39   | 2       |       |
| Wahlbeteiligung       | 68,33 % | 68,33 % |       |

### Städtepartnerschaft
- Städtepartnerschaft mit der französischen Gemeinde Coussac-Bonneval

### Patenschaft
- Im Jahr 1955 wurde eine Patenschaft für die vertriebenen Sudetendeutschen aus der tschechischen Stadt Buchau im ehemaligen Kreis Luditz übernommen.

### Wappen
| Wappen von Pappenheim | Blasonierung: „In Blau ein linksgewendeter silberner Kübelhelm mit goldener Helmdecke, darauf ein schwarzer Mohrenkopf mit roter Stirnbinde.“ |
| Wappen von Pappenheim | Wappenbegründung: Das Stadtwappen von Pappenheim zeigt einen Mohrenkopf mit gekräuseltem Haar und einer Stirnbinde. Die Pappenheimer Marschälle haben diese Figur in ihre Helmzier aufgenommen. Auf den ältesten (1251) Siegeln der Marschälle findet sich das Haupt wahrscheinlich des Hieron II. von Syrakus. Eine Münze mit diesem Männerkopf aus vorchristlicher Zeit diente wohl als Vorbild. Sie trägt auf einem Stadtsiegel 1335 eine Stirnbinde. Aufgrund einer ungenauen Reproduktion sei aus der ursprünglichen Darstellung, die als Kaiserkopf genommen wurde und da dessen Farben schwarz auf Gold waren, ein Mohrenkopf geworden, so auf einem Siegel 1378, wobei auf dem recht fratzenhaften Gesicht eine hohe dreizackige Krone sitzt. Interessant ist, dass diesem Kopf im 15. Jahrhundert – in Übereinstimmung mit der von den Brüdern Grimm übermittelten Sage – ein weiblicher (!) Oberkörper beigefügt wird, der im 16. Jahrhundert einen Zopf oder zwei abstehende Zöpfe hat und später eine Mohrin wird. |

## Religionen

### Christentum
Im Mittelalter war die St.-Gallus-Kirche Pfarrkirche von Pappenheim. Mit der Reformation kam es im Laufe des 16. Jahrhunderts zu einer Verbreitung der lutherischen Lehre und schließlich war Pappenheim ganz überwiegend evangelisch geprägt. Seit der Reformation diente die Stadtkirche St. Marien als Hauptkirche. Pappenheim ist Sitz des evangelischen Dekanats gleichen Namens. 2007 wurde durch die evangelische Jugend an der Allee Bahnweg eine Weidenkirche errichtet.
Katholiken siedelten sich erst wieder im Laufe des 19. Jahrhunderts in nennenswerter Zahl an. Im Jahre 1888 wurde die katholische Kirche Mariä Himmelfahrt geweiht. Die Katholiken gehören zum Pfarrverband Treuchtlingen-Pappenheim im Dekanat Weißenburg-Wemding.

### Judentum
Schon im Mittelalter gab es eine jüdische Gemeinde. Dies führte im 14. Jahrhundert zur Errichtung eines eigenen jüdischen Friedhofs. Von 1811 bis 1935 besaß die jüdische Gemeinde eine eigene Synagoge in Pappenheim.

### Islam
Die örtliche Moschee ist in Bayern neben München ein Zentrum der radikal-islamischen  Missionarsbewegung Tablighi Jamaat.

## Kultur und Sehenswürdigkeiten

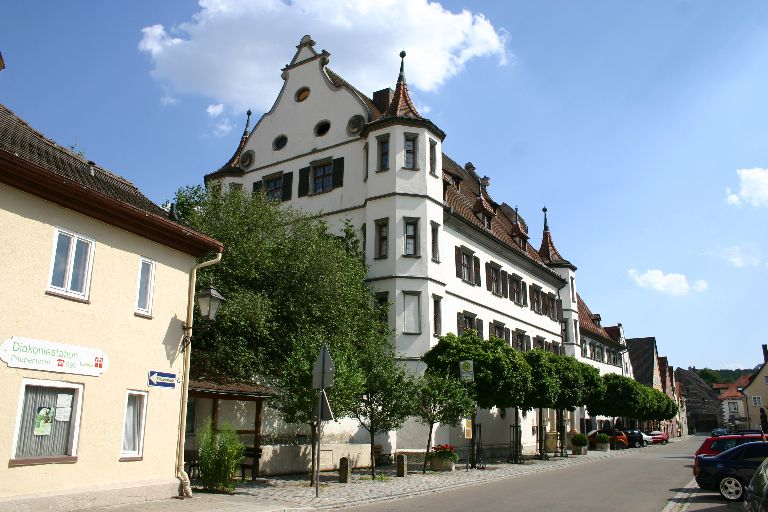
Altes Schloss

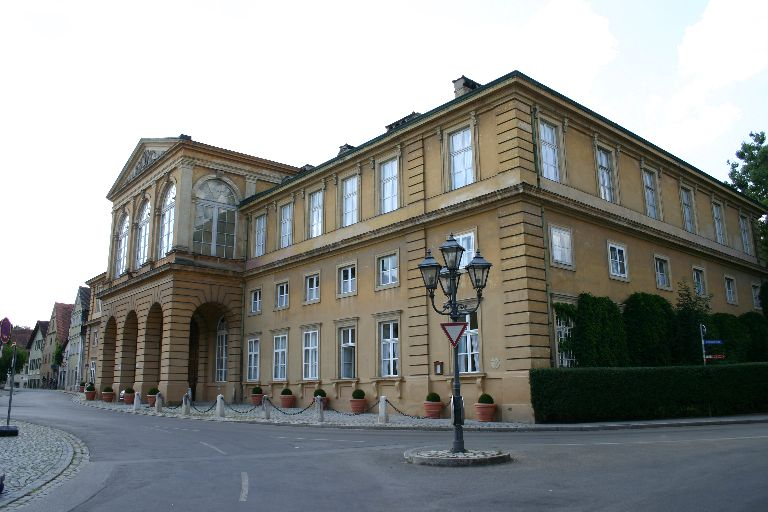
Neues Schloss

Pappenheim ist ein Luftkurort und wegen der gut erhaltenen Altstadt sehenswert. Auf dem Burgberg befindet sich ein Jagdmuseum. Im Alten Schloss gibt es eine Heimatstube der Buchauer.

### Baudenkmäler
- Burg Pappenheim (1050)
- St.-Gallus-Kirche aus dem 9. Jahrhundert
- Romanisches „Oberes Tor“
- Jüdischer Friedhof aus dem 12. Jahrhundert
- Ehemaliges Augustinereremitenkloster (gegründet 1372) mit Klosterkirche „Heiliger Geist“ aus dem Jahr 1493 (die Kirche dient seit 1700 ausschließlich als Gruftkirche der Marschälle von Pappenheim), siehe Kloster Pappenheim
- spätgotische evangelische Stadtkirche St. Marien (1476 vollendet)
- So genanntes „Altes Schloss“, Renaissancebau aus dem Jahr 1593
- Pappenheimer Rathaus (1595)
- Neues Schloss, 1819/1820 im klassizistischen Stil von Leo von Klenze erbaut
- Katholische Kirche Mariä Himmelfahrt aus dem 19. Jahrhundert
- Büchelehaus

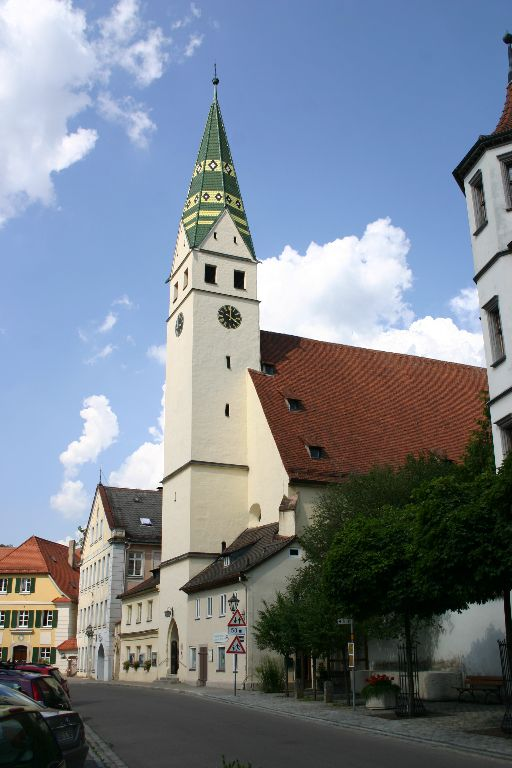
Stadtkirche St. Marien
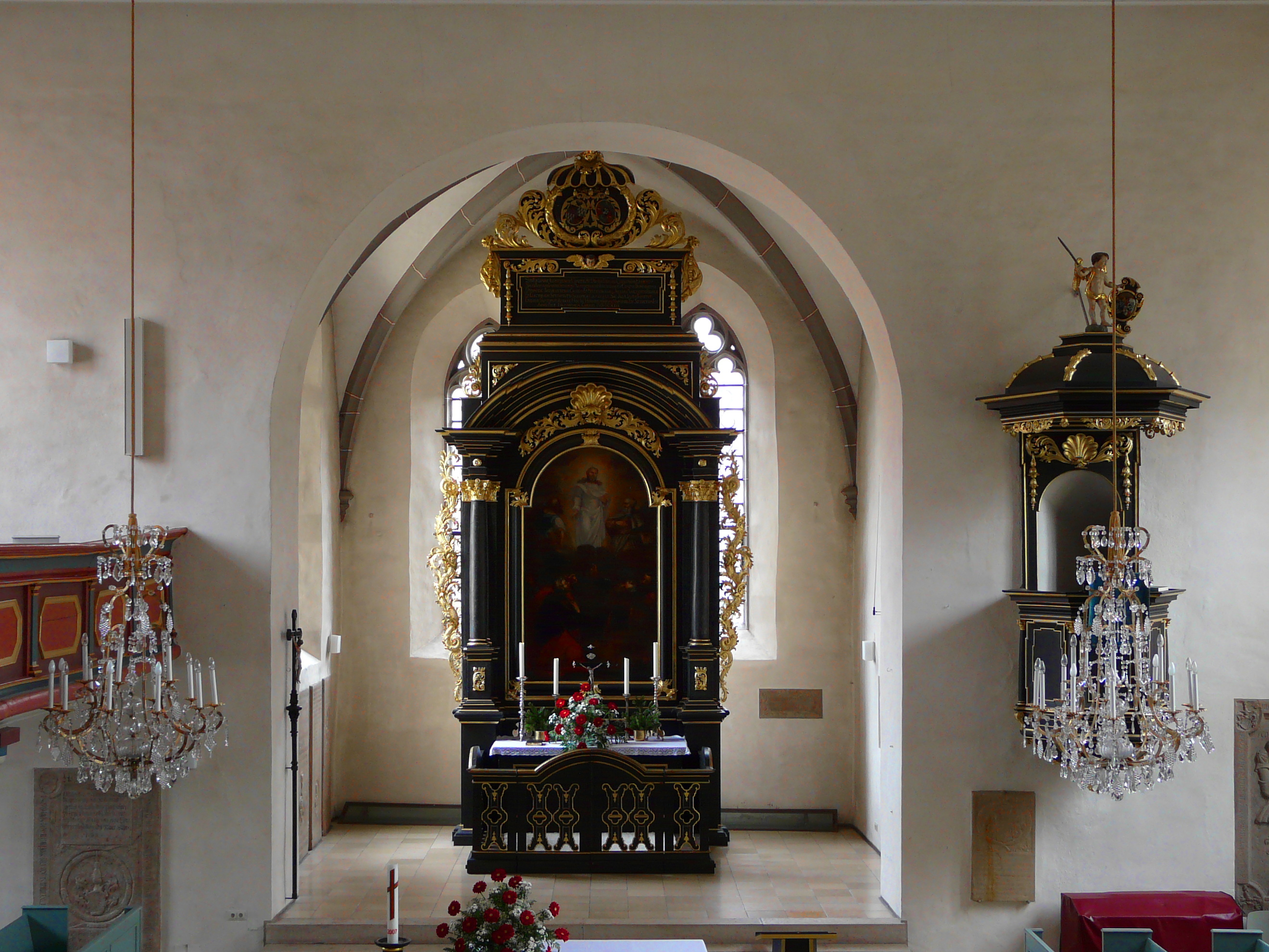
Stadtkirche St. Marien, Innenansicht
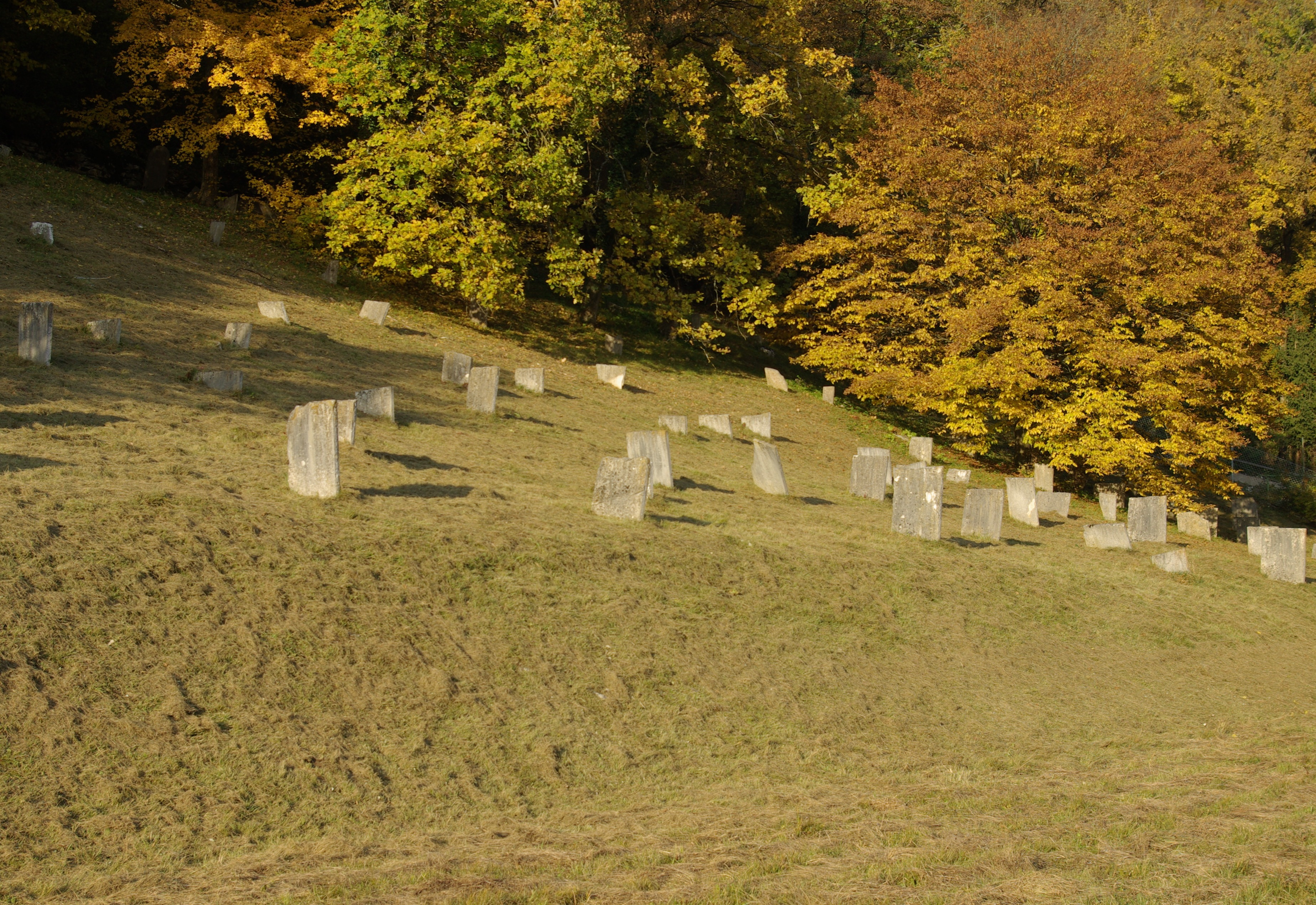
Jüdischer Friedhof

### Bodendenkmäler

Stammwappen derer von Pappenheim

## Verkehr
Der ehemalige Bahnhof und heutige Haltepunkt Pappenheim an der Bahnstrecke München–Treuchtlingen wird im Stundentakt von einer Regionalbahn bedient.
Der ÖPNV wird durch den Verkehrsverbund Großraum Nürnberg (VGN) durchgeführt.
Durch den Ort führt die Staatsstraße 2230, die Bundesstraße 2 verläuft etwa vier Kilometer westlich.